# Roman Linke
Roman Linke (* 19. Januar 1967 in Rosenheim) ist ein deutscher Choreograph und Regisseur.

## Leben
Nach erstem Ballettunterricht durch seine Eltern erhielt er ein Stipendium der Heinz-Bosl-Stiftung in München. An der Hochschule für Musik München diplomierte er im Hauptfach Ballett. Zu seinen Lehrern gehörten unter anderem die Professoren  M. de Lutry, Konstanze Vernon und H. Manniegel im Fach Ballett, außerdem Dick O. Swanborn, Max Stone und Gus Giordano im Fach Jazz Dance sowie Samy Molcho in Pantomime.
Sein erstes Engagement trat er in Luzern an und gestaltete dort seine erste Solorolle, die Mutter Simone im Ballett La Fille mal gardée in der Choreographie von Riccardo Duse. Weitere Stationen seiner Karriere waren Bern und das Bayerische Staatsballett München. Linke war am Bayerischen Staatsballett München von 1990/91 bis 1992/93 in zahlreichen Solorollen zu sehen. Dort gestaltete er Rollen des Charakterfaches wie Camacho im Ballett Don Quijote, außerdem den Bäcker im Ballett Max und Moritz oder auch den General in John Neumeiers Nußknacker. Für Leander Haußmanns Romeo und Julia-Inszenierung im Residenztheater München 1992 choreographierte Linke die Kampfszenen. Tourneen führten ihn unter anderem nach Italien, Ungarn, Korea und in die USA.
Im Jahr 1993 übernahm Roman Linke die Leitung der elterlichen Ballettschule Bartosch-Linke.
Hier ist er vielfach als Choreograph und Regisseur tätig, unter anderem beim Chiemgauer Opernsommer, an der Musikschule Rosenheim und bei der Ice Company Bad Aibling. Bei den oberbayerischen Schultheatertagen war Roman Linke Referent. Buch, Regie und Choreographie der „Künstlerhof-Gala“ wurden von ihm gestaltet. 1997 wurde im Rahmen der Oberbayerischen Kulturtage das Kinderballett Geschichte von Katzen, Mäusen und ..., zu dem Linke die Choreografie entwarf.
Sein soziales Engagement zeigte Roman Linke als Leiter des großen Projektes „HPSM - Heroes for Power and Moves“ in Zusammenarbeit mit der „Sozialen Stadt“, Hauptschule Mitte und der Musikschule Rosenheim.

## Werke (Auswahl)
- Ballette

-A oide G ´schicht (1993, Prinzregententheater, München)
-Zehn kleine Negerlein (Kultur- und Kongresszentrum Rosenheim)
-Der Zauberwald (Kultur- und Kongresszentrum, Rosenheim)
-Wie Papa zu seinen grauen Haaren kam (Kultur- und Kongresszentrum, Rosenheim)
- Bühnenshows

-Künstlerhof-Gala
-„HPSM - Heroes for Power and Moves“
- Sonstiges

-Choreographien für Eislauf-Synchron-Teams